# Instituto de Ingeniería Mexicali (UABC)
El Instituto de Ingeniería es un centro de investigación científica y de estudios de postgrado de la Universidad Autónoma de Baja California.

## Ubicación
Se encuentra en el Campus Mexicali, en el costado sur del mismo.

## Historia
En el año de 1963 se crea el Instituto de Ingeniería, dándole el nombre de Instituto de Investigaciones Industriales y de Ingeniería, originalmente este instituto se encontraba en la ciudad de Tijuana, Baja California. Sin embargo por diversas razones suspendió sus actividades en enero de 1974.
El 5 de enero de 1981 se tomó la decisión de trasladarlo a la ciudad de Mexicali, donde actualmente se encuentra.

## Acciones
El Instituto de Ingeniería se ha caracterizado por abordar algunas problemáticas de la región, tales como:  
- Soluciones de Transporte en la localidad
- Manejo de Residuos Sólidos
- Corrosión y Materiales